# 明逸站
明逸站（：／ Myeongil yeok */?）是首都圈電鐵5號線沿線的一座地下車站，位於韓國首爾特別市江東區明逸洞。

## 車站結構
站體為2面2線側式月台的地下車站，候車月台設有月台幕門，並有4處出口。

### 月台配置
| 曲橋 ↑ |
| \| 上  |
| ↓ 高德 |

| 月台 | 路線             | 目的地                                 |
| ---- | ---------------- | -------------------------------------- |
| 上行 | ●首都圈電鐵5號線 | 江東、鐘路三街、雨裝山、傍花方向       |
| 下行 | ●首都圈電鐵5號線 | 高德、上一洞、河南豐山、河南黔丹山方向 |

## 歷史
- 1995年11月15日：落成啟用。

## 車站周邊
- 江東聖母醫院
- 明逸女子高校
- 成德高校
- 成德女子中學
- 江一中學
- 首爾明德初等學校
- 首爾市立養老院
- 江東青少年會館
- 明逸洞郵局
- 明逸1洞治安中心

## 圖片

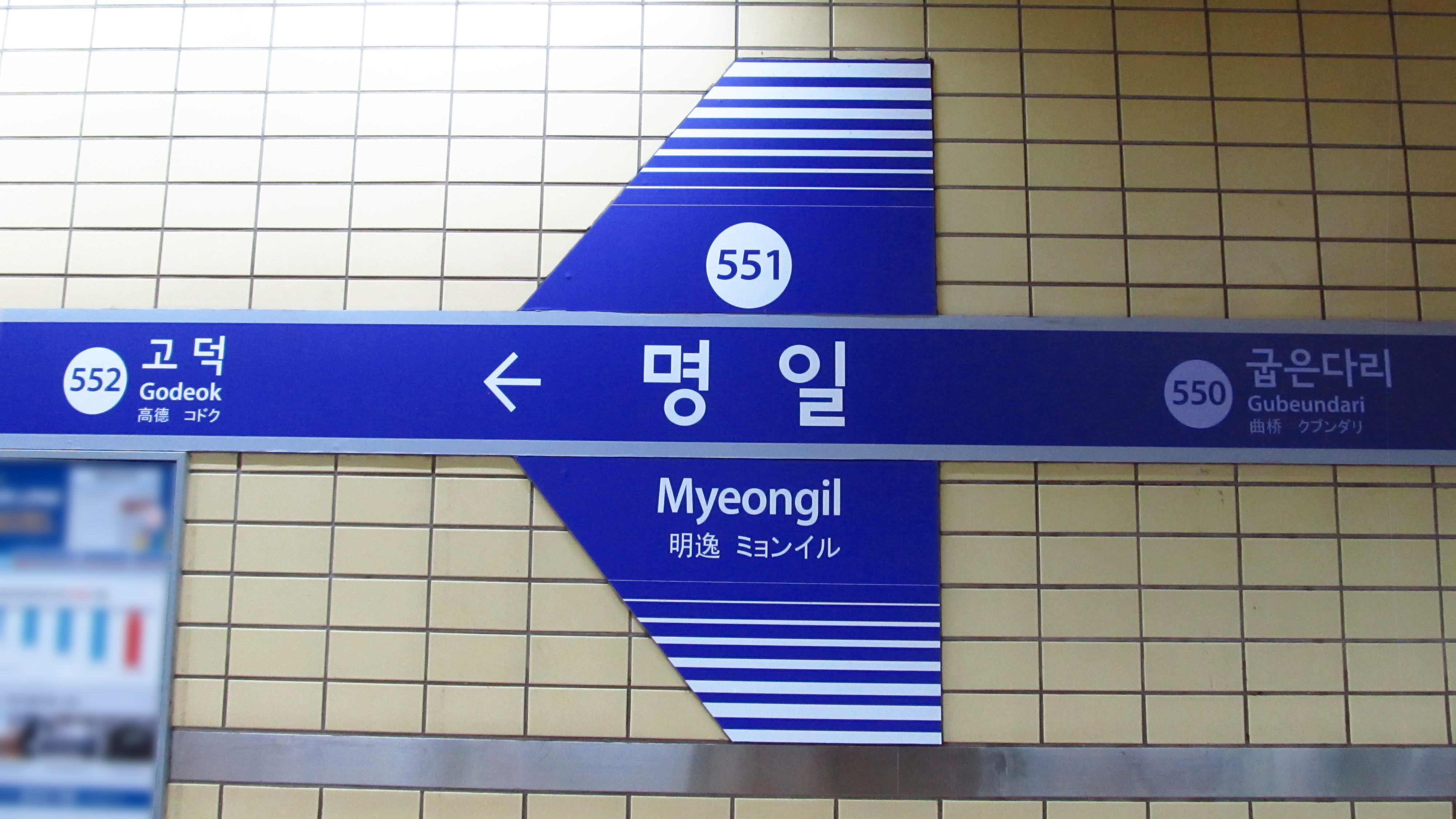
站名牌
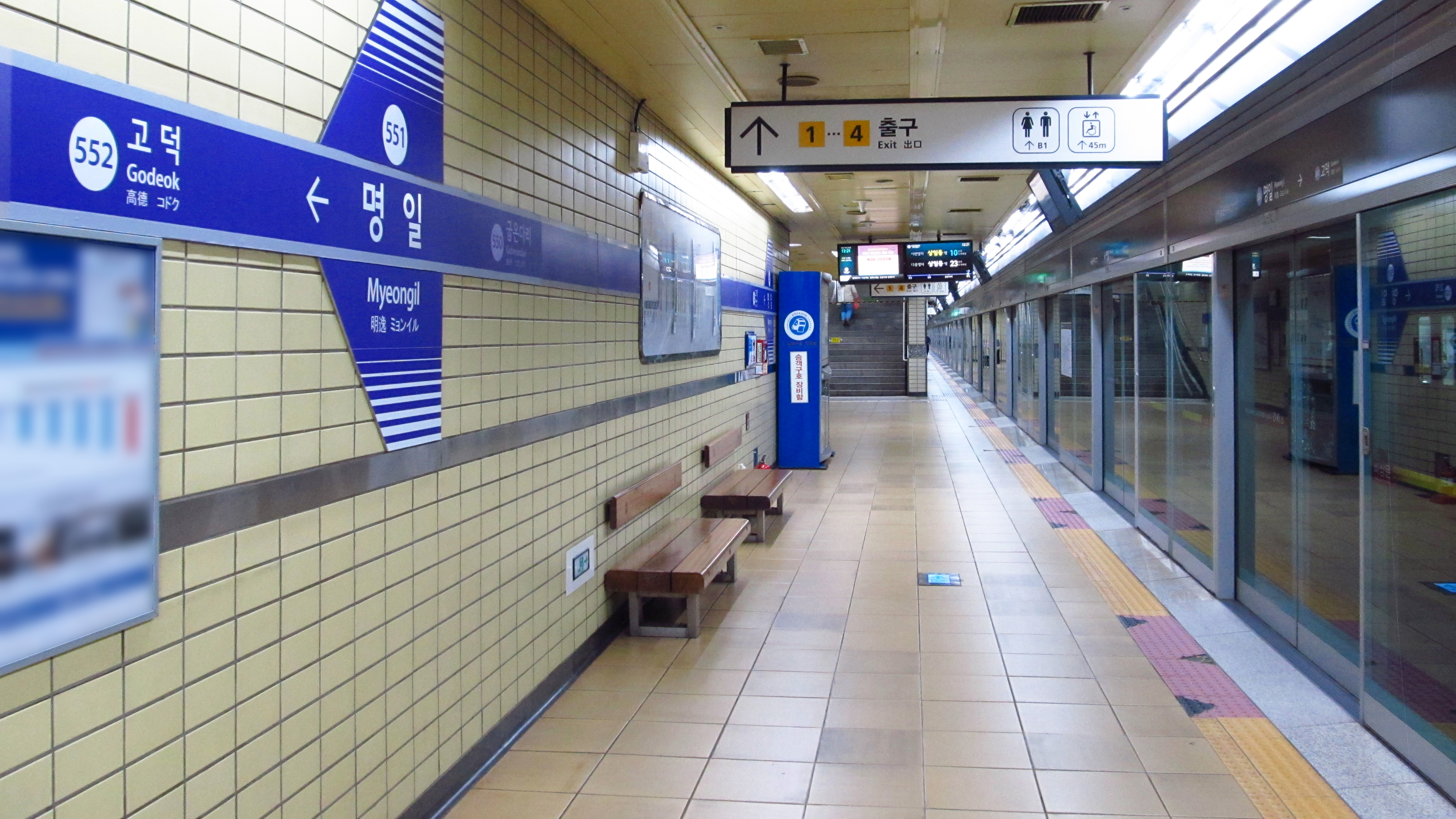
候車月台
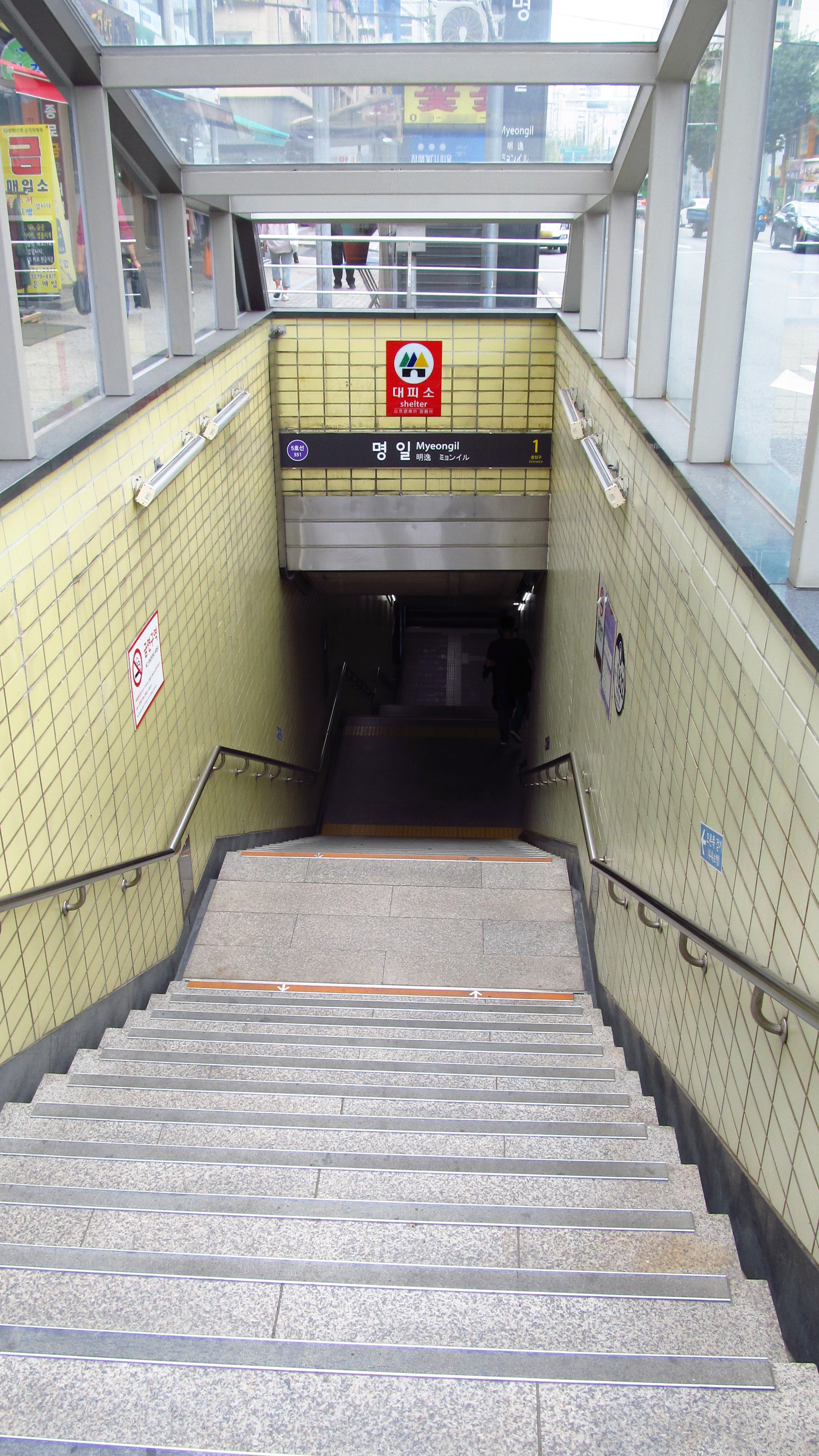
1號出口
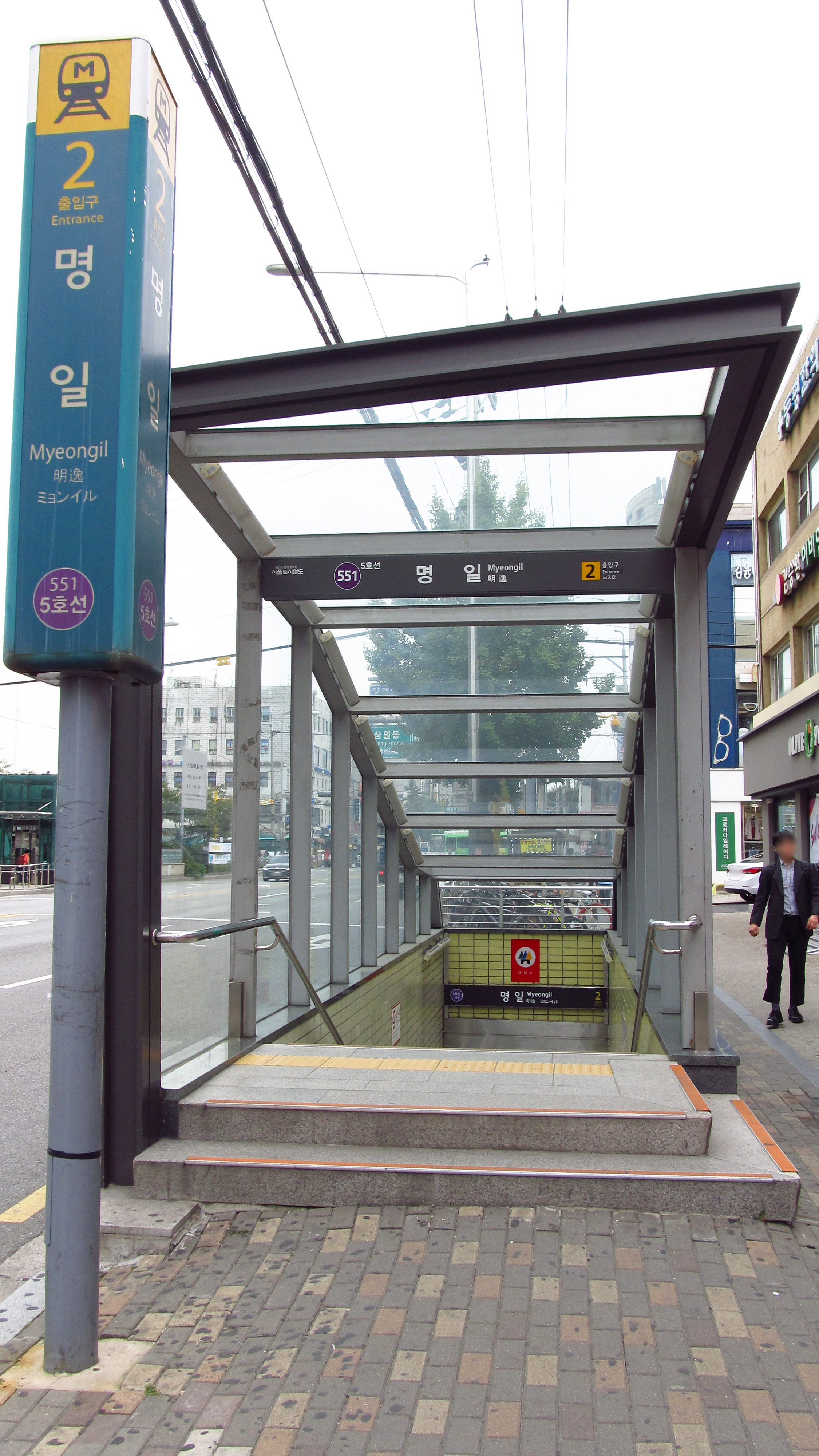
2號出口
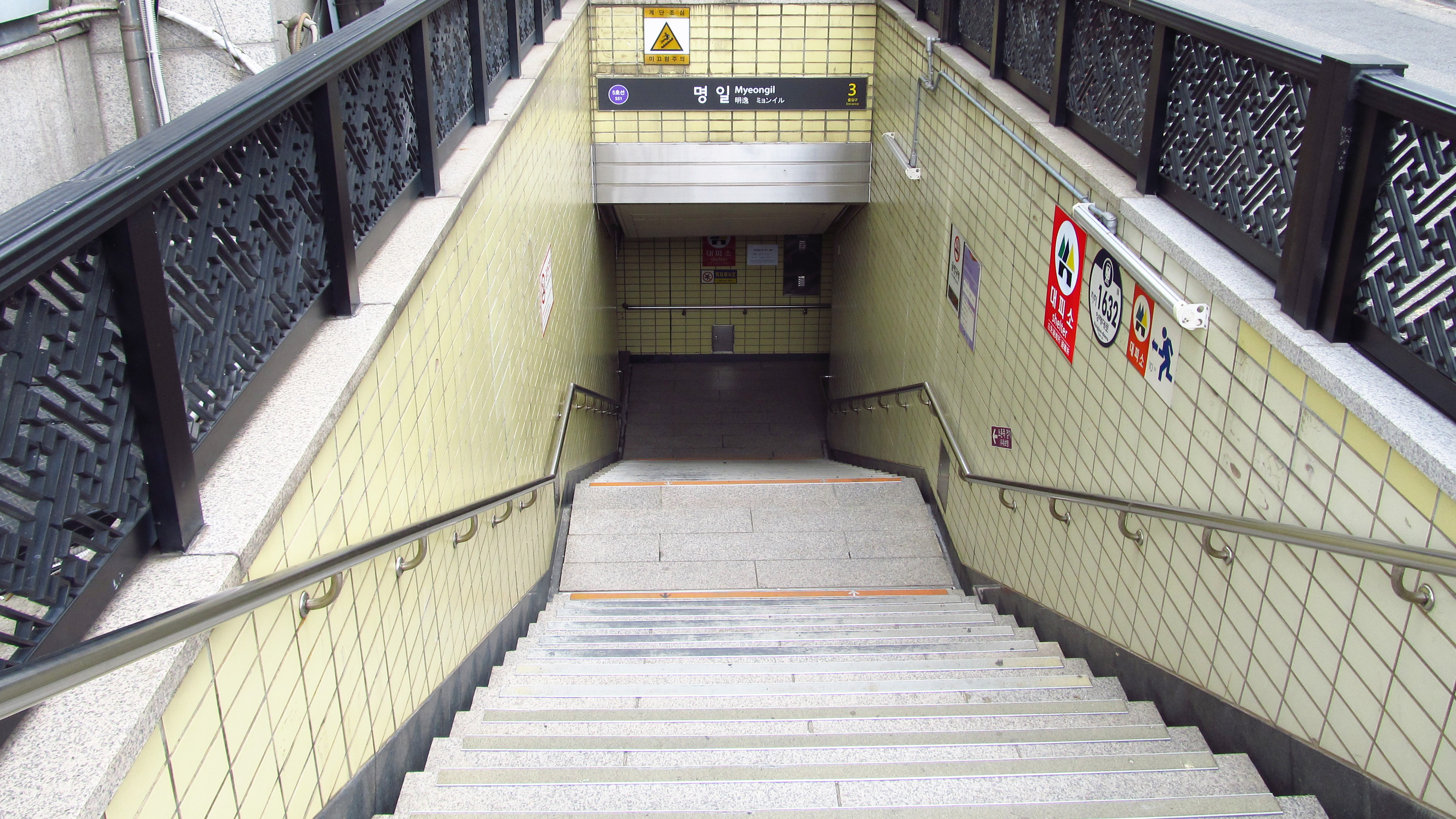
3號出口

## 相鄰車站
首爾交通公社
●首都圈電鐵5號線
曲橋（550）－明逸（551）－高德（552）